# Cyrtopodium roraimense
Cyrtopodium roraimense é uma espécie terrestre ou rupícola com pseudobulbos que alcançam 50 centímetros de altura, fusiformes e afunilados no ápice e na base. São cobertos com folhas alternadas e lanceoladas de 50 centímetros de comprimento. Inflorescência multiflora e bastante ramificada com 1 metro de altura e com mais de 50 flores. Flor de dois centímetros de diâmetro, com pétalas e sépalas amarelo-esverdeadas e labelo de cor amarelo-ouro. Labelo com lóbulos laterais eretos e lóbulo frontal encrespado nas suas margens.
Floresce no inverno.